# Gouèra
Ne doit pas être confondu avec Goèra.
Gouèra est une commune rurale située dans le département de Soubakaniédougou de la province de Comoé dans la région des Cascades au Burkina Faso.